# Ahmad ibn Ibrihim al-Ghazi
Ahmad ibn Ibrahim al-Ghazi (en somalí: Axmad Ibraahim al-Gaasi: Axmad Ibraahim al-Gaasi; en árabe: أحمد بن إبراهيم الغازي‎) "el Conquistador" (c. 1506 – 21 de febrero de 1543) fue un Iman y General del Sultanato de Adel que luchó contra el Imperio Abisinio, derrotando a varios Emperadores. Con la ayuda de un ejército principalmente compuesto de somalíes, los pueblos de Harla, Afares, Hararis y un pequeño número de árabes y turcos otomanos, el Iman Ahmad (apodado Gurey en somalí, "Gura" en Afar y Gragn en amhárico (ግራኝ Graññ), "el zurdo"), se embarcó en una conquista que situó tres cuartas partes de Abisinia (actual Etiopía) bajo control del Sultanato musulmán de Adel durante las Guerras Abisinias-Adales de 1529-43.

## Etnicidad
El Iman Ahmad es considerado por la mayoría de los académicos como de etnia somalí. Aun así, pocos historiadores han discutido sobre su etnia, siendo considerado en ocasiones como Harari. Muchos los clanes somalíes jugaron un papel importante en las conquistas de Gurey conquista de Abisinia, aun así estos clanes fueron a guerra no tanto como somalíes sino como musulmanes."

I. M. Lewis habla de la existencia de otro dirigente llamado Ahmad Gurey, y sugiere que los dos dirigentes han sido asimilados en una figura histórica:
El texto habla de dos Ahmad con el apodo 'Zurdo'. Uno es habitualmente presentado como 'Ahmad Guray, el somalí' (...) Identificado como Ahmad Guray Xuseyn, jefe del Habar Magadle. Otra referencia, aun así, aparece para enlazar al Habar Magadle con el Marrehan. El otro Ahmad es sencillamente referido como 'Imam Ahmad' o sencillamente el 'Imam'. Este Ahmad no es calificado con el adjetivo somalí (...) Los dos Ahmad se han fusionado en uno, representando el heroico Ahmed Guray

## Primeros años

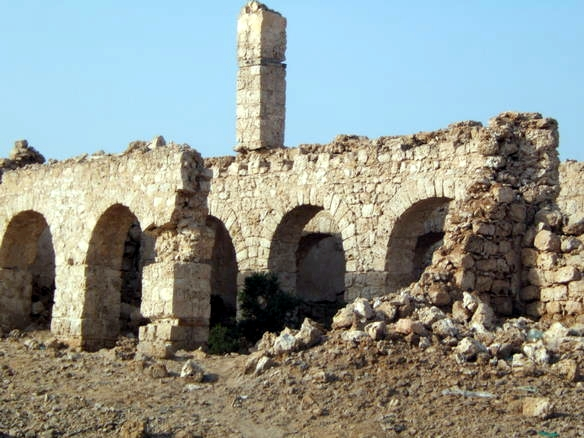
Ruinas del Sultanato de Adel en Zeila, Somalia.

Imam Ahmad nació en 1506 en Zeila, Sultanato de Adel Debido a la falta de rigor islámico durante el reinado del Sultán Abu Bakr ibn Muhammad, Ahmad abandonaría Harar para ir a Hubat. Se casó con Bati del Wambara, hija de Mahfuz, Gobernador de Zeila. En 1531, Bati daría a luz a su primer hijo de nombre Muhammad.
Cuándo Mahfuz fue asesinado regresando de una campaña contra el emperador Abisinio Lebna Dengel en 1517, el sultanato de Adel se sumió en la anarquía durante varios años, hasta que Imam Ahmad mató al último de los contendientes y tomó el control de Harar.
Historiadores etíopes como Azazh T'ino y Bahrey han escrito que durante el periodo de su ascenso al poder, Ahmad ibn Ibrahim al-Ghazi había convertido a los oromo, un pueblo de pastores, al islam.
En represalia por un ataque sobre Adel el año anterior por el general abisinio Degalhan, Imam Ahmad invadió Abisinia en 1529, reforzando su fuerza con numerosos mosquetes adquiridos a los Otomanos, lo cual hizo cundir el pánico entre las tropas Abisinias. Imam Ahmad mantuvo la disciplina de la mayoría de sus hombres, derrotando al Emperador Lebna Dengel en Shimbra Kure ese mes de marzo.

## Conquista de Abisinia
La crónica de la invasión de Abisinia está descrita en varias fuentes somalíes, abisinias y extranjeras. Imam Ahmad hizo campaña en Abisinia en 1531, rompiendo la capacidad de resistencias de Lebna Dengel en la Batalla de Amba Sel el 28 de octubre. El ejército musulmán de Imam Ahmad marchó entonces al norte y saqueó el monasterio insular del Lago Hayq y las iglesias de piedra de Lalibela. Cuándo el Imam entró en la provincia de Tigray,derrotó a un ejército abisinio que le enfrentó allí. Cuando alcanzó Axum, destruyó la Iglesia de Santa María de Zion, donde los emperadores abisinios habían sido coronados durante siglos.
Los Abisinios se vieron obligados a pedir ayuda a los portugueses, que desembarcaron en el puerto de Massawa el 10 de febrero de 1541, durante el reinado del emperador Gelawdewos. La fuerza estaba dirigida por Cristóbal da Gama e incluía 400 mosqueteros así como numerosos artesanos y otro no-combatientes. Da Gama e Imam Ahmad se encontraron el 1 de abril de 1542 en Jarte, que Trimingham ha identificado con Anasa, entre Amba Alagi y el Lago Ashenge. Aquí los portugueses tuvieron su primera impresión de Ahmad, según registró Castanhoso:
El rey de Zeyla, [Iman Ahmad] en cuanto los suyos asentaron el real [campamento], subiose en un otero con mucha gente de caballo y algunos de pie para mejor nos poder ver. Y como llegó encima, quedó con trescientos [hombres] de caballo y tres banderas grandes, las dos blancas con lunas bermejas, y una bermeja con luna blanca, las cuales andaban siempre con él y lo aguardaban y por ellas era conocido.
El 4 de abril, después de que los dos desconocidos ejércitos hubieran intercambiado mensajes y se hubieran observado varios días, da Gama formó sus tropas en cuadro y marchó contra el Imán, rechazando sucesivos ataques musulmanes con mosquetes y cañón. La batalla concluyó cuando Ahmad fue herido en la pierna por una bala perdida; viendo sus banderas indicar retirada, los portugueses y sus aliados Abisinios cayeron sobre los desorganizados musulmanes, que sufrieron pérdidas pero consiguieron reagruparse al otro lado del río.
En los día siguientes, las fuerzas de Ahmad se vieron reforzadas por llegadas de tropas frescas.  Entendiendo la necesidad de actuar rápidamente, da Gama formó otro cuadro el 16 de abril que dirigió contra el campamento de Ahmad. A pesar de que los musulmanes lucharon con más determinación que dos semanas antes — su caballería casi rompió la formación portuguesa—una oportuna explosión de pólvora asustó los caballos del Imam, y su ejército huyó en desorden. Castanhoso lamenta que "la victoria habría sido completa este día si solamente hubiéramos tenido cien caballos para acabarla: porque el Rey fue llevado a hombros de los hombres en una cama, acompañado por caballeros, y huyeron sin ningún orden."
Reforzados por la llegada de los Bahr negus Yeshaq, da Gama marchó hacia el sur tras las fuerzas de Ahmad, alcanzando a verle diez días después. Sin embargo, la llegada de la estación lluviosa evitó que da Gama pudiera presentar batalla a Ahmad por tercera vez. Siguiendo el consejo de la reina Sabla Wengel, da Gama invernó en Wofla cerca del Lago Ashenge, a la vista de su oponente, mientras que el Iman acampó en Mount Zobil.
Sabiendo que la victoria se basaba en el número de armas de fuego, el Imam pidió ayuda a sus amigos musulmanes. Según Abbé [[{{{2}}}]] [], Ahmad recibió 2000 mosqueteros de Arabia, y artillería y 900 piqueros Otomanos. Entretanto, debido a las bajas y otras tareas, la fuerza de da Gamase vio reducida a 300 mosqueteros. Después del fin de las lluvias, Ahmad atacó el campamento portugués y mató a todos sus ocupantes salvo a 140. El propio da Gamal, malherido, fue capturado con diez de sus hombres y, después de rechazar convertirse al islam, fue ejecutado.
Los supervivientes y el Emperador Gelawdewos unieron fuerzas y, contando con los suministros portugueses de mosquetes, atacaron a Ahmad el 21 de febrero de 1543 en la Batalla de Wayna Daga, donde derrotaron a Grang, pese a ser superados ampliamente en número (9.000 hombres frente a los 15.000 soldados del imán). Gragn fue asesinado por un mosquetero portugués, que fue mortalmente herido al vengar la muerte de da Gama.
Su mujer Bati del Wambara logró escapar del campo de batalla con un grupo de soldados turcos, y consiguieron llegar a Harar, donde ella reunió a sus seguidores. Para tratar de vengar la muerte de su marido, se casó con susobrino Nur ibn Mujahid a condición de que Nur vengara la derrota de Imam Ahmad. En 1554–55, Nur partió en Yihad, o Guerra Santa, a las tierras bajas orientales abisinias de Bale y Hadiya. En 1559, invadió Fatagar, donde luchó contra el emperador abisinio Galawdewos, al que mató en batalla.

## Legado
"En Etiopía el daño que hizo Ahmad Gragn nunca ha sido olvidado," escribió Paul B. Henze. "Cada cristiano de las tierras altas todavía oye cuentos de Gragn en su niñez. Haile Selassie se refirió a él en su memorias, "Frecuentemente he tenido a pobladores del norte de Etiopía que señalaban emplazamientos de pueblos, fuertes, iglesias y monasterios destruidos por Gragn como si estas catástrofes hubieran ocurrido sólo ayer." Para la mayoría de somalíes Ahmad es un héroe nacional que luchó contra la agresión Abisinia de sus antiguos territorios.